# NGC 938
NGC 938 je galaksija u zviježđu Ovan.

## Vanjske poveznice
- SEDS: NGC 938